# Caposquadrone
Caposquadrone (talvolta scritto anche nella forma capo-squadrone o capo squadrone) fu un grado militare presente nelle varie armate napoleoniche, come ad esempio l'Esercito del Regno d'Italia. Esso era equivalente a quello di maggiore ma, con la denominazione di caposquadrone, veniva assegnato agli ufficiali di cavalleria e artiglieria o a quelli dei corpi tecnici (ad es: Corpo topografico; Corpo degli ingegneri geografi). Nella scala gerarchica era inferiore a quello di colonnello e preceduto dal grado di "capitano in primo".

## Francia

Chef d’escadron(s)
Chef de bataillon
Chef d’escadrille

Distintivo per controspallina di chef d'escadron della Garde Républicaine

Il grado di chef d'escadron (caposquadrone), appartiene, con tale denominazione, ad alcune armi dell'esercito francese (e ad alcuni eserciti delle ex-colonie francesi, come, ad esempio, nelle Forze armate del Niger).
In particolare, chef d'escadron è utilizzato nell'artiglieria, nell’arme du train (ossia: arma del treno, cioè logistica) ed alla gendarmeria; il grado è corrispondente a quello di commandant nelle altre armi (equivalente a quello di maggiore, nell'Esercito Italiano), sebbene esistano anche altre denominazioni particolari (di solito nomi storici retaggio del passato) come ad esempio quella di chef de bataillon nella fanteria e nel genio militare.
In realtà il termine chef d'escadron potrebbe creare qualche confusione per il fatto che con escadrons, nell'attuale esercito francese, s’intende un'unità corrispondente ad una ad  compagnia, che generalmente viene comandata da un capitano.
Ad ogni modo, nonostante le diverse denominazioni a seconda dell’arma d’appartenenza, il loro codice di corrispondenza tra gli eserciti della NATO è OF-3.